# Benham
Benham és una població dels Estats Units a l'estat de Kentucky. Segons el cens del 2000 tenia 599 habitants.

## Demografia
Segons el cens del 2000, Benham tenia 599 habitants, 248 habitatges, i 181 famílies. La densitat de població era de 593 habitants/km².
Dels 248 habitatges en un 31% hi vivien nens de menys de 18 anys, en un 59,3% hi vivien parelles casades, en un 9,7% dones solteres, i en un 27% no eren unitats familiars. En el 26,6% dels habitatges hi vivien persones soles el 19,4% de les quals corresponia a persones de 65 anys o més que vivien soles. El nombre mitjà de persones vivint en cada habitatge era de 2,42 i el nombre mitjà de persones que vivien en cada família era de 2,88.
Per edats la població es repartia de la següent manera: un 22,9% tenia menys de 18 anys, un 4,5% entre 18 i 24, un 24,9% entre 25 i 44, un 28,2% de 45 a 60 i un 19,5% 65 anys o més.
L'edat mediana era de 44 anys. Per cada 100 dones de 18 o més anys hi havia 83,3 homes.
La renda mediana per habitatge era de 25.250$ i la renda mediana per família de 33.333$. Els homes tenien una renda mediana de 35.000$ mentre que les dones 24.844$. La renda per capita de la població era de 16.174$. Entorn del 18,1% de les famílies i el 20,2% de la població estaven per davall del llindar de pobresa.

## Poblacions més properes
El següent diagrama mostra les poblacions més properes.